# Prunus simonii
{{#ifeq:0|0|{{#if:Prunus simonii|{{#if:|[[]}}|[[]]}}}}
Prunus simonii — вид квіткових рослин із підродини мигдалевих (Amygdaloideae).

## Біоморфологічна характеристика
Це дерево 5–8 метрів заввишки. Гілки пурпурні, голі; гілочки блідо-червоні, міцні, голі. Прилистки лінійні, край залозистий, верхівка довго загострена. Листки: ніжка 1–1.3 см, гола; пластина видовжено-обернено-яйцеподібна, видовжено-ланцетна чи рідко еліптична, 7–10 × 3–5 см, гола, адаксіально (верх) темно-зелена, абаксіально блідо-зелена, край помітно городчастий чи іноді непомітно двозубчастий, верхівка від загостреної до гострої. Квіти по 2 чи 3 в пучку, рідко поодинокі, 1.5–2 см в діаметрі; чашолистки довгасті, голі, край залозистий, верхівка тупа; пелюстки білі, довгасті. Кістянка червона, притиснуто куляста, 3–5(6) см у діаметрі, гола; мезокарпій блідо-жовтий, запашний. Цвітіння: травень; плодоношення: червень–липень.

## Поширення, екологія
Ендемік пн.-цн. Китаю.

## Використання
Плоди їдять сирими чи приготовленими. М'якуш ароматний і дуже смачний.
З листя можна отримати зелений барвник. З плодів можна отримати барвник від темно-сірого до зеленого.
Зрідка як підщепи використовують сіянці. Рослина використовується в програмах селекції в США як перехресний партнер для Prunus salicina для створення нових сортів сливи.